# Liste der Flamsteed-Bezeichnungen
Die nachfolgend aufgeführten Listen enthalten die Flamsteed-Bezeichnungen nach Sternbildern alphabetisch sortiert.
| Liste der Flamsteed-Bezeichnungen | Liste der Flamsteed-Bezeichnungen                       |
| --------------------------------- | ------------------------------------------------------- |
| Teillisten:                       | A, B, C, D, E, F, G, H, I, L, M, N, O, P, R, S, T, U, V |